# HD 93129A
HD 93129A ist ein blauer Überriese mit der 80fachen Masse unserer Sonne und mit der zweieinhalbmillionenfachen Leuchtkraft einer der hellsten Sterne in der Milchstraße. Das System ist ein spektroskopischer Doppelstern und besteht aus zwei Sternen der Spektralklasse O, welche ca. 7.500 Lichtjahre von der Erde entfernt sind. Die Oberflächentemperatur der helleren Komponente beträgt etwa 51.000 Kelvin. Das System ist Teil des offenen Sternhaufens Trumpler 14 im Carinanebel, relativ nahe bei η Carinae am Südsternhimmel.